# Station Woelingen

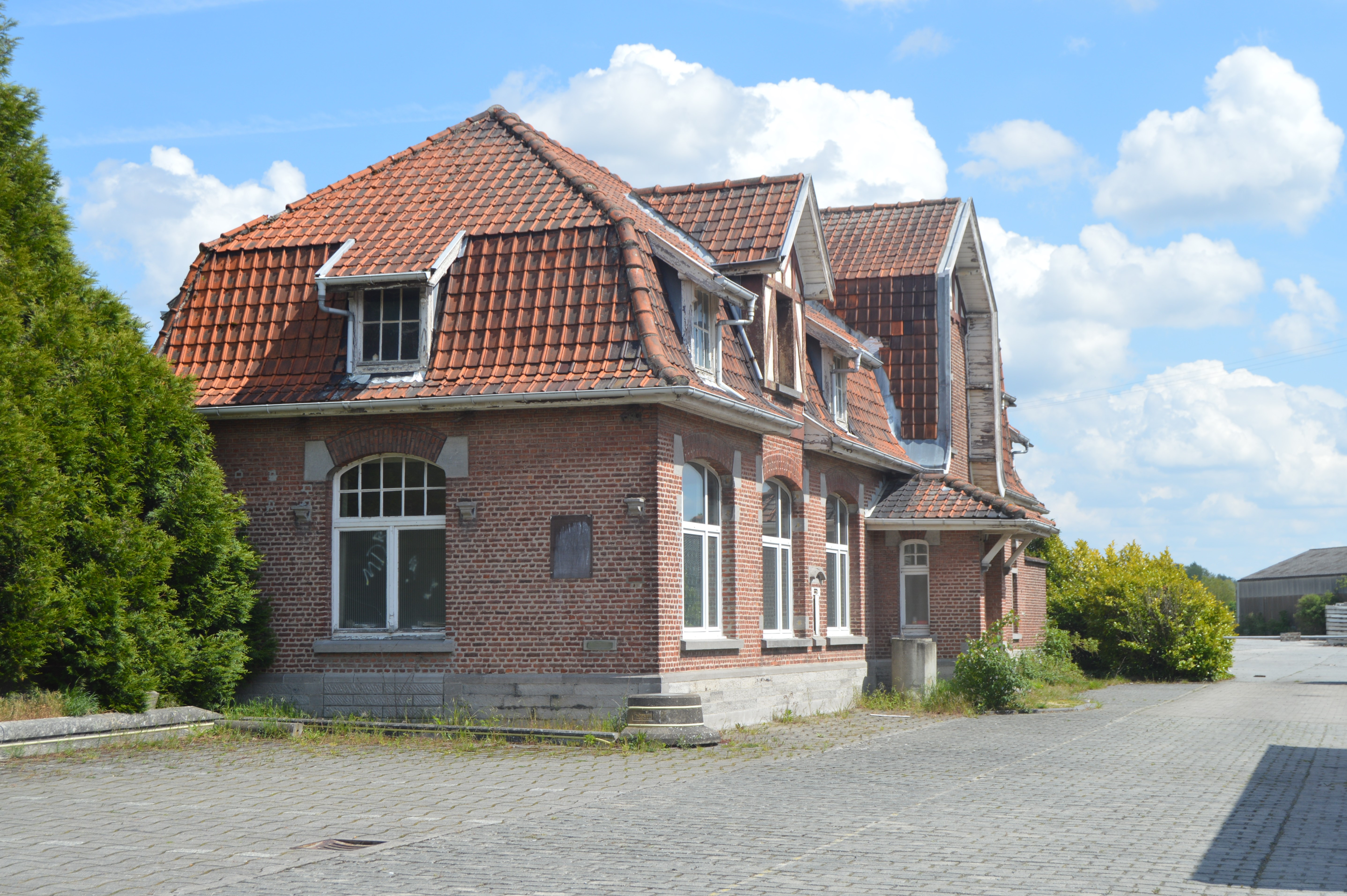
Stationsgebouw.

Station Woelingen (Frans: Ollignies) is een voormalig spoorwegstation in Woelingen, een deelgemeente van de stad Lessen. Aan spoorlijn 87.

## Geschiedenis
Het eerste station werd in 1880 in gebruik genomen als halte op de lijn Lessen - Zullik. In 1921 werd een nieuw gebouw geplaatst. Het reizigersverkeer werd opgeheven in 1960. De spoorlijn werd in 1975 opgebroken tot Woelingen. Het traject tussen Woelingen en Lessen bleef echter behouden als industriële spoorlijn.

## Huidige toestand
Het stationsgebouw uit 1921 is bewaard gebleven en bevindt zich naast de betonfabriek Dupuis, waar dwarsliggers voor de NMBS worden geproduceerd.